# 3-й окремий батальйон УДА «Волинь»
3-й окремий батальйон «Волинь» — добровольче збройне формування, яке входить до складу Української добровольчої армії.

## Історія
На початку 2016 року ОЛПЗ «Волинь» утворена на базі добровольців, які заснували в Рівненській області ГО «18-тий загін територіальної оборони». З весни по області організовувались навчально-тренувальні вишколи, але ключовою подією стало формування групи та навчання на базі 5 ОБат УДА. Була сформована перша бойова група. Саме вони стали кістяком майбутнього ОЛПЗ «Волинь» УДА.
Після початку повномасштабного вторгнення Росії в лютому 2022 року на базі ОЛПЗ «Волинь» було сформовано 3-й окремий батальйон УДА «Волинь».
Батальйон «Волинь» активно брав участь у літньому українському контрнаступі 2023 року. В тому числі в боях за Роботине.

## Командування
Командир — Ковальчук Сергій, друг Дізель
Нагороджений 
Орденом «Богдана Хмельницького» III ступеня (Указ Президента України No331 від 13.10.2018) та Орденом «Богдана Хмельницького» II ступеня у 2024 році
Заступник командира — Мись Володимир, друг Яструб
Начальник штабу «Волинь» УДА — Кривенко Євген, друг Садовник